# Carniosoma verhoeffi
Carniosoma verhoeffi är en mångfotingart som först beskrevs av Carl Graf Attems 1927.  Carniosoma verhoeffi ingår i släktet Carniosoma och familjen knöldubbelfotingar. Utöver nominatformen finns också underarten C. v. fagorum.